# هند عمون
هند عمون (1303 - 1332 هـ / 1885 - 1914 م) هي كاتبة لبنانية الأصل، مصرية المولد.
هي هند بنت إسكندر بن أنطون بن يوسف عمون. ولدت بالقاهرة، وماتت في بكفيا بلبنان. لها كتاب «تاريخ مصر القديم والحديث» وكتاب «الأخلاق».